# Толстоногов, Геннадий Моисеевич
Геннадий Моисеевич Толстоногов (27.05.1936, Кедрово, Хабаровский край, СССР — 01.05.1999, Северодвинск, Архангельская область, РФ) — корабел, бригадир слесарей-монтажников цеха № 10 машиностроительного предприятия «Звёздочка» Министерства судостроительной промышленности СССР (Архангельская область). Герой Социалистического Труда (10.03.1981).

## Биография
Родился 27 мая 1936 года в селе Кедрово ныне Вяземского района Хабаровского края. В 1959 году после демобилизации из Военно-Морского Флота пришёл работать слесарем-монтажником на завод № 402 г. Северодвинска Архангельской области (ныне – ОАО «ПО «Северное машиностроительное предприятие»). Участвовал в строительстве атомных подводных лодок первого поколения. Чтобы завершить среднее образование, совмещал работу с учёбой в вечерней школе.
В 1965 году в составе группы специалистов был направлен на Машиностроительный завод «Звёздочка» (ныне – ОАО «Центр судоремонта «Звёздочка») в Северодвинске для оказания помощи в ремонте и модернизации атомных подводных лодок, в том числе «К-33», на которой был установлен новый ракетный комплекс с подводным стартом. Это была вторая в отечественном судостроении атомная подводная лодка, обладающая возможностью стрельбы баллистическими ракетами из-под воды. Вскоре Толстоногов был назначен бригадиром слесарей-монтажников, занятых на ремонте подводных лодок. Его бригада успешно справлялась с самыми сложными заданиями на ответственных участках сдаточных заказов, в том числе осуществляла ремонт атомного ледокола «Ленин» в 1970 году. Внёс большой вклад в выполнение ремонта АПЛ второго поколения. Автор множества рационализаторских предложений.
Указом Президиума Верховного Совета СССР от 10 марта 1981 года за большие успехи, достигнутые в выполнении заданий десятой пятилетки, и значительный вклад в повышение эффективности производства бригадиру слесарей-монтажников цеха № 10 Машиностроительного предприятия «Звездочка» Толстоногову Геннадию Моисеевичу присвоено звание Героя Социалистического Труда с вручением ордена Ленина и золотой медали «Серп и Молот».
В 1991 году вышел на пенсию.
Награждён двумя орденами Ленина (1974, 1981), медалями, в том числе «За трудовую доблесть».
Скончался 1 мая 1999 года. Похоронен в Северодвинске на городском кладбище.
29 июля 2007 года, в День Военно-Морского флота и ко дню рождения ФГУП «МП Звездочка», в Северодвинске на доме 10а по проспекту Бутомы, где жил Г. М. Толстоногов, была открыта мемориальная доска с текстом: «В этом доме жил с 1983 по 1999 годы Геннадий Моисеевич Толстоногов, Герой Социалистического труда, бригадир слесарей монтажников ФГУП «МП «Звездочка».